# 楊棟秀
楊棟秀，贵州銅仁人，清政治人物、進士出身。
嘉慶六年（1801年）清高宗九旬辛酉恩科進士，三甲二十八名，后官內閣中書，改官河工同知。